# Муфтий-Заде, Измаил Мурза
Измаил Мурза Муфтий-Заде вариант имени Исмаил, варианты фамилии Муфти-Заде, Муфтизаде (крымскотат. İsmail Müftizade, 3 мая 1841 — апрель 1917) — полковник в отставке, депутат Государственной думы III созыва от Таврической губернии.

## Биография

### Происхождение
По национальности крымский татарин. Родился в семье генерал-майора Батыра Челеби Муфти-Заде и его жены Хакиме Мехди, урождённой Такмаевой. По мужской линии его род происходил от муфтия Мусаллафа-эфенди, который фактически возглавил крымскотатарский народ после утверждения власти русской администрации. Его полномочия как первого муфтия были подтверждены 24 апреля 1784 года. А 17 ноября 1784 на бахчисарайском собрании знатных беев и мурз Мусаллаф-эфенди первым поставил свою подпись под приветственным адресом прибывающей на полуостров императрице Екатерине Великой.
Батыр Челеби Муфти-Заде начал военную службу в 1835 году. Во время Крымской войны нёс службу по охране побережья Балтики у столицы от возможной высадки десанта. За добросовестною службу был награждён бронзовой медалью на Андреевской ленте, а после окончания военных действий ему 26 августа 1856 года вручили орден Св. Станислава второй степени (установленного для мусульман образца). 30 августа 1858 года он был награждён орденом Св. Станислава второй степени «с императорской короной». 4 февраля 1865 года «Высочайшим приказом» полковник Б. Ч. Муфтизаде был уволен по болезни от службы с чином генерал-майора, мундиром и «пенсионом двух третей оклада жалованья по 343 руб. и 33 коп. в год…».
В документах Измаил Муфтий-Заде значится потомственным дворянином, однако дело о внесении семьи Муфтий-Заде в родословную книгу дворянства Таврической губернии было возбуждено его отцом генерал-майором весной 1884 незадолго до смерти, и сам Батыр Челеби Муфтий-Заде не успел узнать положительное решение этого вопроса 14 февраля 1886 года.

### Военная карьера
Окончил четыре класса 1-й Санкт-Петербургской мужской гимназии, из 5-го класса перешёл вольноопределяющимся в лейб-гвардии Крымско-Татарский эскадрон лейб-гвардии Казачьего полка. М. В. Масаев приводит следующие данные из его послужного списка: 16 июля 1857 года Исмаил Мурза поступил на службу унтер-офицером в лейб-гвардии Крымскотатарский полуэскадрон, 9 марта 1862 года произведён в корнеты. 10 мая 1864 года, после упразднения лейб-гвардии Крымскотатарского полуэскадрона, И. Муфтизаде  высочайшим приказом был переведён в лейб-гвардии 3-й Кавказский казачий эскадрон Собственного Его Величества Конвоя. 30 августа 1865 года «за отличие по службе» Исмаил Мурза был произведен в поручики. 18 октября 1866 года Исмаил Мурза был «уволен на льготу». С 10 мая по 31 октября он состоял на службе в Ливадии. С 1 декабря 1867 по 1 июля 1870 года, «во время нахождения на льготе», по распоряжению командующего Императорской Главной квартирой, был прикомандирован к штабу Одесского военного округа. 20 октября 1869 года И. Муфтизаде «за отлично-усердную службу» был награждён орденом Св. Станислава 3-й степени, установленным для нехристиан. 1 декабря он прибыл на службу в Санкт-Петербург с первой сменой Команды лейб-гвардии Крымских татар императорского конвоя. 30 августа 1871 года «за отличие по службе» Исмаил Мурза был произведен в штабс-ротмистры, а 29 августа 1872 года «уволен на льготу». 20 сентября 1872 года, во время «состояния на льготе», был прикомандирован на службу в Крымский дивизион. 19 ноября 1875 года за отличие по службе был награждён орденом Св. Станислава. 26 августа 1876 года И. Муфтизаде прибыл на службу в Петербург с первой сменой команды лейб-гвардии крымских татар. 20 марта 1878 года Исмаил Мурза «Высочайшим приказом произведен в Ротмистры с отчислением от конвоя по Армейской кавалерии с переименованием в Подполковники и с сохранением с Высочайшего соизволения получаемого им на службе содержания: 468 руб. жалованья и квартирных 200 руб. в год, и всего 668 руб. в виде пенсии». 11 октября 1878 года он «с Высочайшего разрешения» был прикомандирован к штабу Одесского военного округа «для исполнения служебных обязанностей с сохранением того же содержания». 5 января 1879 года он был прикомандирован к штабу 7-го армейского корпуса «для исполнения служебных обязанностей с сохранением того же содержания в виде пенсии». 20 апреля 1893 года «Высочайшим приказом» был произведен в полковники с «увольнением от службы с мундиром и пенсиею».

### Общественная деятельность
В 1893 году вышел в отставку в чине полковника с правом ношения мундира. Поселился в Симферополе и посвятил себя общественной деятельности. С 1886 — гласный Евпаторийского уездного и с 1888 по 1906, 6 трёхлетий, гласный Таврического губернского земских собраний. С 1885 по 1888 председатель уездной земской управы. Кандидат в Евпаторийские уездные предводители дворянства. По инициативе Исмаила Муфтия-Заде в Евпатории была открыта сельскохозяйственная школа для крымских татар, содержание которой обеспечивалось из средств его семьи, кроме того им была учреждена стипендия для одарённых крымскотатарских учащихся в размере 1500 рублей в год. В 1896 году в качестве одного из двух ассистентов сопровождал городского голову Симферополя Василия Меркулова на торжествах коронации Николая II и Александры Фёдоровны. С 1897 года инициатор и председатель благотворительного общества пособия бедным мусульманам Крыма. 1 января 1895 года «за отлично-усердную службу в звании Почётного Попечителя Симферопольской татарской учительской школы» Исмаил-мурза Муфтий-заде получил орден Святой Анны.
С 1899 сотрудничал с «Известиями Таврической учёной архивной комиссии», опубликовал там исследование о крымских татарах на русской военной службе, считается сейчас первых крымскотатарским светским историком. В 1905 году на средства этого общества в Симферополе открыто образцовое 5-летнее училище «Мехтебэ Рушдие». В том же году один из организаторов партии «Иттифак аль-Муслимин» и её крымского отделения.
Владел землями площадью 831 десятина в Евпаторийском уезде. При этом его жена Сайде-ханум в том же уезде владела 2298 десятинами земли.
Почётными попечителями Симферопольской татарской учительской школы были крымскотатарские дворяне: губернский секретарь Мемет Карашайский, депутат Госдумы, меценат, полковник И. Муфти-заде (с 1891 по 1903 год), надворный советник и меценат Саид-бей Булгаков, корнет запаса Селямет мурза Кипчакский, статский советник Умер мурза Караманов. Особо выделяются Исмаил Муфти-заде и Саидбей Булгаков. Благодаря усилиям И. Муфти-заде в курс обучения были введены крымскотатарский и арабский языки, а также усилено преподавание мусульманского вероучения. На свои средства он приобрел землю для расширения школьного двора и разрешил пользоваться ею безвозмездно с правом постепенного выкупа. Благодаря его усилиям из различных источников были собраны 15 000 рублей, на которые школа смогла выстроить двухэтажное здание.

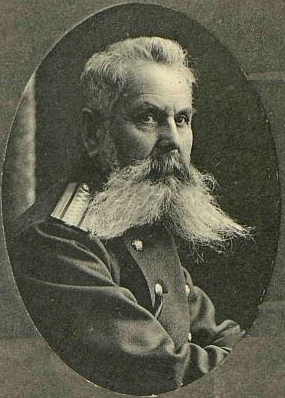
Депутат 3-й Думы, 1912

Был выборщиком во время выборов в 1-ю и 2-ю Думы. 14 октября 1907 избран в Государственную думу III созыва от общего состава выборщиков Таврического губернского избирательного собрания. В избирательную кампанию распространял сведения, что намерен войти в думскую мусульманскую фракцию, однако в Петербурге лишь иногда посещал её заседания. Сблизился с фракцией октябристов, вместе с которыми голосовал по общеполитическим вопросам. Оба издания того времени однозначно интерпретируют позицию Состоял нескольких думских комиссиях, таких как: по вероисповедным вопросам; продовольственной комиссии; по переселенческому делу; по исполнению государственной росписи доходов и расходов. Поставил свою подпись под законопроектами: «Об изменении земского избирательного закона»; «О распространении Земского положения на Область войска Донского»; «Об введении земства в Сибири»; «Об учреждении землеустроительных комиссий в степных областях». Перед отъездом в Санкт-Петербург утверждал, что готовит речи по мусульманскому вопросу, в частности о религиозных, бытовых и экономических особенностях жизни крымских татар. Предполагал улучшить положение безземельных татар, попадавших в зависимость от землевладельцев-помещиков. Но по мнению современного историка Д. М. Усмановой, каких-либо законодательных предложений на это счёт от Муфтия-Заде не поступило.
Влиятельность семьи Муфтий-заде подчёркивает тот факт, что в октябре 1914 Сайде-ханум через Г. Е. Распутина и А. А. Вырубову воздействовала на императрицу и удачно лоббировала замену губернатора Н. Н. Лавриновского новым губернатором Н. А. Княжевичем (Лавриновский был обвинён в том, что высылает лояльных трону татар в Турцию).
Был похоронен на Старом татарском кладбище Симферополя, могила уничтожена при его сносе.

## Семья

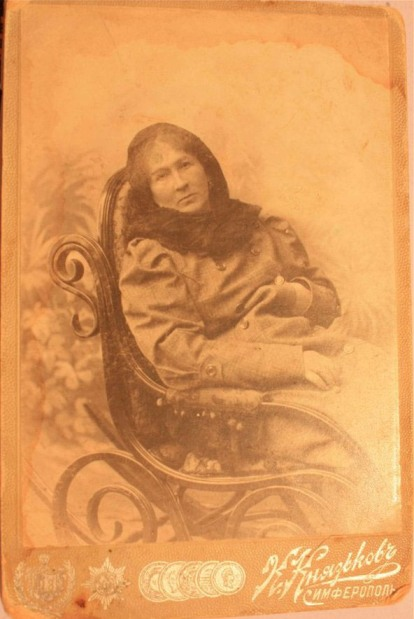
Сайде-ханым Муфти-Заде

Жена — Сайде-ханым Муфти-Заде, урождённая Балатукова (июнь 1859—1920-е), внучка героя Войны 1812, георгиевского кавалера, генерал-майора Кая-бея Балатукова.
- Дочь — Зейнеп (9.05.1876—?), была замужем (с 6 октября 1896) за Хаким беком Клычевым, затем замужем за Карашайским, мать троих детей: Авы Клычевой, Асие Карашайской (1896—1962) и Якуба Карашайского[3]. Развод Зейнеп с Клычевым был очень болезненным, и осложнения продолжались до февраля-марта 1899 года[10].
- Дочь — Лейла (25 февраля 1878—8 мая 1966), замужем за Исой Тайганским[3], двое сыновей расстреляны большевиками, эмигрировала в Турцию[1], скончалась и похоронена в Париже на кладбище Сент-Женевьев-де-Буа[11].
- Дочь — Хатидже (7.07.1882—?), умерла в селе Эски-Сарай, была замужем за Крымтаевым[3]
- Сын — Селим (29.04.1884—1945[12]), был женат на Хатидже, дочери Мустафы Кипчакского[3]. В 1909 прапорщик запаса, в январе 1918 участник боёв под Симферополем[12], в конце апреля 1918 командовал конным татарским отрядом, выступившим из Биюк-Ламбата в Ялту, поддерживая наступление немецкой армии[13]:589. С декабря 1918 в дивизионе Крымского конного полка Добровольческой армии, ротмистр. Ушёл из полка по болезни в 1919. По одним сведениям в 1920 ещё в Крыму[12], по другим эмигрировал в 1919, жена осталась в Крыму[3], в эмиграции работал таксистом в Париже[1].
- Сын — Мемет (9 июля 1888—16 июня 1913) скончался от тифа[1],
- Сын — Якуб (29.03.1893—?), пропал в гражданскую войну[3]. Возможно, о нём сообщение в базе данных С. В. Волкова: «Муфти-Заде … доброволец в дивизионе Крымского конного полка. Убит 9 мая 1919 года у Аджи-Мушкая»[12].Мерьем и Нияр незадолго перед ссылкой на Урал

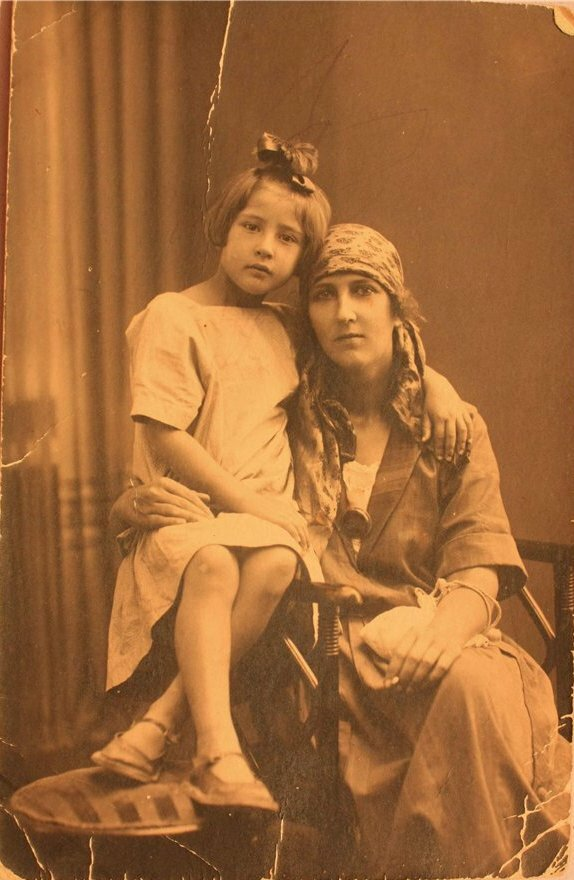
Мерьем и Нияр незадолго перед ссылкой на Урал

- Дочь — Мерьем (1893—1967), замужем за Джангиром Казумбековым[3][14], в 1919 эмигрировала с ним в Турцию, оставив дочь Нияр (Ненкеджан) на родине с бабушкой Сайде, вернулась, узнав, что в Крыму голод, была арестована как «турецкая шпионка». По настоянию Вели Ибраимова отпущена и получила работу санитарки в Дуванкойской больнице. Но вскоре изгнана оттуда «за социальное происхождение». Ввернуться к Казумбекову вместе с дочерью не смогла, брак с ним распался. В 1927 вышла замуж за Османа Боснякова из деревни Беш-аул Джанкойского района. Семьи трёх братьев Босняковых, включая Османа, были раскулачены[10]

## Сочинения
- Муфтий-заде Измаил Мурза. Очерк военной службы крымских татар с 1783 по 1899 год // Известия Таврической учёной архивной комиссии. — 1899. — № 30.

## Отзывы современников
В. А. Оболенский вспоминал, как осенью 1905 на собрание Таврического губернского земства явились с требованием пайков запасные, вернувшиеся с японской войны, дюжие усатые люди в солдатских рубахах:294-295:
Какой-то молодой парень стоял на стуле и произносил речь: «Товарищи, не отступайте от своих требований, потрясите хорошенько этих толстосумов!» Один из «толстосумов», добродушный и неизменно молчаливый гласный полковник Муфти Заде попробовал было подействовать на запасных своим военным авторитетом. Выпрямился и по-военному крикнул: «Братцы!» В ответ послышался нахальный смех. Полковник растерянно посмотрел кругом и, очевидно, сразу решив изменить тактику, рявкнул со всей мочи: «Товарищи!» Хохот еще усилился. — «Какой ты нам товарищ, вишь пузо-то отъел»… Это была явная гипербола. Старый полковник был сухопарого вида.

## Память
- В Крыму работает «Фонд развития науки и образования им. Исмаила Муфтий-Заде»[15]. Презентация фонда прошла в августе 2017 года[16].